# Donát János
Donát János Dániel (Neuzelle, Porosz Királyság, 1744. december 21. – Pest, 1830. május 11.) magyar klasszicista festő. Arcképeken kívül mitológiai tárgyú festményeket és oltárképeket is festett, de ezek kevésbé jelentősek.

## Életpályája
A bécsi képzőművészeti akadémián tanult. Mesterei Martin van Meytens, Franz Edmund Weirotter és Caspar Sambach voltak. Az akadémiát elvégzése után Bécsben telepedett le, ahol keresett arcképfestővé vált, egyebek között Mária Terézia és II. József portréját is megfestette. 1810 körül Kazinczy Ferenc ösztönzésére Pest-Budán telepedett le, ahol megfestette számos neves személyiség, így Helmeczy Mihály,  Kazinczy Ferenc, Horvát István, Rudnay Sándor és több főnemes arcképét. Műveit az élethűségen kívül elegáns felfogás és nem közönséges jellemzési erő tette keresettekké.

## Művei

### Mitológiai kompozíciói
- (Hébé, 1809, Magyar Nemzeti Galéria;
- Vénusz, 1810, Magyar Nemzeti Galéria) külföldi klasszicista előképek (például Joshua Reynolds) hatását mutatják.

### Egyéb arcképei
- Bihari János cigányprímás
- gróf Esterházy József főispán
- Kazinczy Ferenc (1812, Magyar Nemzeti Galéria)
- Kelemen Imre jogász
- Mailáth György királyi személynök
- Mitterpacher Lajos
- Percz György
- Rumy György Károly tanár
- Teleki László gróf
- Ürményi József országbíró
- Virág Benedek (1815, Történelmi Képcsarnok).